# Shinjuku Mitsui Building
El Shinjuku Mitsui Building (新宿 三井 ビ ル, Shinjuku Mitsui Biru) es un rascacielos en Nishi-Shinjuku, en la región de Shinjuku, en el este de Tokio. Es propiedad de Mitsui Fudosan. Es uno de los veinte rascacielos más altos de la capital, y fue el rascacielos más alto del país desde septiembre de 1974 hasta marzo de 1978, cuando lo desbancó el Sunshine 60.

## Característica
Sigue el estilo de los rascacielos que se estaban construyendo en los Estados Unidos en la década de los 1970. Es notable por los soportes diagonales negros en sus fachadas este y oeste. En su base hay un jardín hundido y una gran plaza. A su vez, en la azotea hay otro jardín.
Se encuentra junto al Shinjuku Center Building, que es dos metros más bajo pero parece ser más alto porque su primer piso se encuentra en un terreno más alto. Apareció en la película Godzilla de 1984.

### Estructura
La altura del rascacielos es de 225 metros hasta la parte superior del techo y 225 metros hasta la cima arquitectónica. Su vestíbulo de entrada está en el segundo piso. Los soportes de acero en forma de X en el costado del rascacielos sirven como refuerzo sísmico y también como refuerzos para las puertas de las salas de máquinas en cada extremo de cada piso. Como en el antiguo Keio Plaza Hotel, algunas salidas de escape de incendios están expuestas fuera del rascacielos para evitar que se acumule humo en caso de incendio.
En 2013, Mitsui Fudosan y Kajima Corporation comenzaron a instalar seis grandes péndulos del techo. Esto, con el fin de reducir el movimiento durante un sismo, como sucedió en el terremoto de 2011.